# Singapore tại Đại hội Thể thao Đông Nam Á 2015
Singapore tham dự tại Đại hội Thể thao Đông Nam Á 2015 ở Singapore từ 5 đến 16 tháng 6 năm 2015.

## Vận động viên
Có tổng cộng 749 vận động viên dự thi tất cả 36 bộ môn thể thao.
Nguồn: Summary of breakdown of athletes by sport
| Môn thể thao               | Nam | Nữ  | Tổng |
| -------------------------- | --- | --- | ---- |
| Nhảy cầu                   | 3   | 5   | 8    |
| Bơi lội                    | 13  | 16  | 29   |
| Bơi đồng bộ                | 0   | 12  | 12   |
| Bóng nước                  | 13  | 13  | 26   |
| Bắn cung                   | 8   | 8   | 16   |
| Điền kinh                  | 41  | 32  | 73   |
| Cầu lông                   | 10  | 10  | 20   |
| Bóng rổ                    | 12  | 12  | 24   |
| Billiards and snooker      | 9   | 2   | 11   |
| Bowling                    | 6   | 6   | 12   |
| Boxing                     | 6   | 4   | 10   |
| Canoeing                   | 12  | 7   | 19   |
| Đua xe đạp                 | 6   | 2   | 8    |
| Đua ngựa                   | 1   | 7   | 8    |
| Đấu kiếm                   | 12  | 12  | 24   |
| Field hockey               | 18  | 18  | 36   |
| Floorball                  | 20  | 20  | 40   |
| Bóng đá                    | 20  | 0   | 20   |
| Gôn                        | 4   | 3   | 7    |
| Thể dục dụng cụ–Nghệ thuật | 6   | 6   | 12   |
| Thể dục dụng cụ–Nhịp điệu  | 0   | 8   | 8    |
| Judo                       | 6   | 4   | 10   |
| Bóng lưới                  | 0   | 12  | 12   |
| Pencak silat               | 9   | 5   | 14   |
| Pétanque                   | 4   | 5   | 9    |
| Rowing                     | 18  | 8   | 26   |
| Rugby sevens               | 12  | 12  | 24   |
| Đua thuyền                 | 16  | 16  | 32   |
| Sepak takraw               | 19  | 0   | 19   |
| Bắn súng                   | 18  | 11  | 29   |
| Bóng mềm                   | 17  | 17  | 34   |
| Bóng quần                  | 4   | 4   | 8    |
| Bóng bàn                   | 5   | 5   | 10   |
| Taekwondo                  | 4   | 4   | 8    |
| Quần vợt                   | 5   | 4   | 9    |
| Traditional boat race      | 14  | 14  | 28   |
| Triathlon                  | 2   | 2   | 4    |
| Bóng chuyền                | 12  | 12  | 24   |
| Waterskiing                | 4   | 5   | 9    |
| Wushu                      | 11  | 6   | 17   |
| Tổng                       | 400 | 349 | 749  |

### Huy chương theo ngày
| Huy chương theo ngày | Huy chương theo ngày | Huy chương theo ngày | Huy chương theo ngày | Huy chương theo ngày | Huy chương theo ngày |
| Số ngày              | Ngày                 | 1                    | 2                    | 3                    | Total                |
| -------------------- | -------------------- | -------------------- | -------------------- | -------------------- | -------------------- |
| –3                   | 2 tháng 6            | 2                    | 1                    | 1                    | 4                    |
| –2                   | 3 tháng 6            | 3                    | 2                    | 2                    | 7                    |
| –1                   | 4 tháng 6            | 2                    | 1                    | 4                    | 7                    |
| 0                    | 5 tháng 6            | 0                    | 0                    | 0                    | 0                    |
| 1                    | 6 tháng 6            | 10                   | 7                    | 10                   | 27                   |
| 2                    | 7 tháng 6            | 9                    | 9                    | 20                   | 38                   |
| 3                    | 8 tháng 6            | 15                   | 7                    | 10                   | 32                   |
| 4                    | 9 tháng 6            | 11                   | 17                   | 6                    | 34                   |
| 5                    | 10 tháng 6           | 8                    | 7                    | 10                   | 25                   |
| 6                    | 11 tháng 6           | 6                    | 7                    | 7                    | 20                   |
| 7                    | 12 tháng 6           | 4                    | 5                    | 13                   | 22                   |
| 8                    | 13 tháng 6           | 4                    | 2                    | 11                   | 17                   |
| 9                    | 14 tháng 6           | 8                    | 7                    | 4                    | 19                   |
| 10                   | 15 tháng 6           | 1                    | 1                    | 4                    | 6                    |
| 11                   | 16 tháng 6           | 1                    | 0                    | 0                    | 1                    |
| Tổng                 | Tổng                 | 84                   | 73                   | 102                  | 259                  |

## Liên kết
- 28th Seagames 2015 Singapore Official website (tiếng Anh)